# Корте Ре (Комо)
Корте Ре је насеље у Италији у округу Комо, региону Ломбардија.
Према процени из 2011. у насељу је живело 33 становника. Насеље се налази на надморској висини од 284 м.